# Llengües sabaki
Les llengües sabaki són un grup de llengües bantus de Zanguebar o Costa Swahili, que reben aquest nom pel riu Sabaki. Juntament amb el suahili, comprèn l'ilwana (Malakote) i pokomo al riu Tana a Kenya, el mijikenda, parlat a la costa de Kenya; i el comorià, a les illse Comores. En la classificació de Guthrie de les llengües bantus, el suahili es troba a la zona G mentre que les altres llengües sabaki es troben a la zona E70 sota el nom col·lectiu de Nyika.

## Llengües
- Ilwana (Malakote) (E.701)
- Pokomo (E.71)
- Mijikenda (E.72–73) (Nord (Nyika), Segeju, Digo, Degere)
- Suahili: Mwani (Mozambique), makwe (Moçambic), sidi (Pakistan), tikulu (illes Bajuni, Somàlia), suahili de Socotra, Mwiini (Brava, Somàlia), suahili de la costa (Lamu, Mombasa, Zanzíbar), suahili de Pemba (Pemba, Mafia)
- Comorià (quatre dialectes: shimaore, Shimwali, Shindzwani, Shingazidja)[3]

Endemés hi ha nombrosos criolls i pidgins suahilis: Cutchi-Swahili, Kisetla (Settler Swahili), Engsh, Sheng, Shaba Swahili (suahili de Katanga, Lubumbashi Swahili), Ngwana (Suahili del Congo), Kikeya.